# Graminea tomentosa
Graminea tomentosa là một loài bọ cánh cứng trong họ Cerambycidae.